# Ninomiya
Ninomiya (二宮町, Ninomiya-machi) és una vila i municipi pertanyent al districte de Naka de la prefectura de Kanagawa, a la regió de Kanto, Japó. La vila és principalment una ciutat dormitori per als treballadors de Tòquio, Yokohama i Odawara. El nom de la vila, Ninomiya, que vol dir traduït al català "segon santuari" fa referència a que ací es troba el Ninomiya o segon santuari xintoista en autoritat provincial després de l'Ichinomiya, el primer.

## Geografia
La vila de Ninomiya es troba localitzada a la part sud-occidental de la prefectura de Kanagawa i dins de la regió de Shōnan segons els govern prefectural. El terme municipal de Ninomiya limita amb els de Nakai i Hiratsuka al nord, amb Odawara a l'oest i amb Ōiso a l'est. Al sud, Ninomiya fa costa amb la badia de Sagami, a l'oceà Pacífic.

## Història
A Ninomiya, com el seu propi nom indica, s'hi troba el segon santuari xintoista en importància a la província de Sagami, el santuari de Kawawa, que ja és mencionat a fonts del període Heian i que clama haver estat fundat pel llegendari Emperador Suinin. Sent un petit llogaret costaner, durant el període Sengoku la zona va estar governada pel clan Hōjō tardà d'Odawara. Al període Edo, la zona fou part integrant del feu d'Odawara. Després de la restauració Meiji, i sota la llei de districtes el 1878, Ninomiya va passar a formar part del ja desaparegut districte de Yurugi. L'1 d'abril de 1889, l'aleshores poble de Ninomiya es fusionà amb altres quatre pobles veïns per tal de crear el municipi d'Azuma. El 26 de març de 1896 el districte de Yurugi es va dissoldre integrant-se a l'actual districte de Naka. El poble d'Azuma va assolir la categoria de vila el 3 de novembre de 1935, adoptant el nom de Ninomiya.

## Administració

### Alcaldes
Aquesta és la llista d'alcaldes des de la fundació de l'actual vila de Ninomiya:
- Genzō Sugisaki (1935-1939)
- Zentarō Kobayashi (1939-1941)
- Ichirō Kawakami (1941-1945)
- Shizuo Furusawa (1945-1947)
- Kikutarō Yanagikawa (1947-1951)
- Keijirō Ikeda (1951-1952)
- Satarō Ichikawa (1952-1955)
- Kihachirō Nishiyama (1955-1962)
- Shin Furusawa (1962-1970)
- Kenji Yanagikawa (1970-1990)
- Kitokurō Nishiyama (1990-1998)
- Yoshirō Furusawa (1998-2006)
- Takaya Sakamoto (2006-2014)
- Kuniko Murata (2014-present)

## Demografia
| 1920   | 1930   | 1940   | 1950   | 1960   | 1970   | 1980   |
| ------ | ------ | ------ | ------ | ------ | ------ | ------ |
| 7.055  | 7.960  | 8.711  | 12.679 | 13.607 | 21.650 | 27.221 |
| 1990   | 2000   | 2010   | 2020   | 2030   | 2040   | 2050   |
| 29.415 | 30.802 | 29.524 | 27.536 | -      | -      | -      |

## Transport

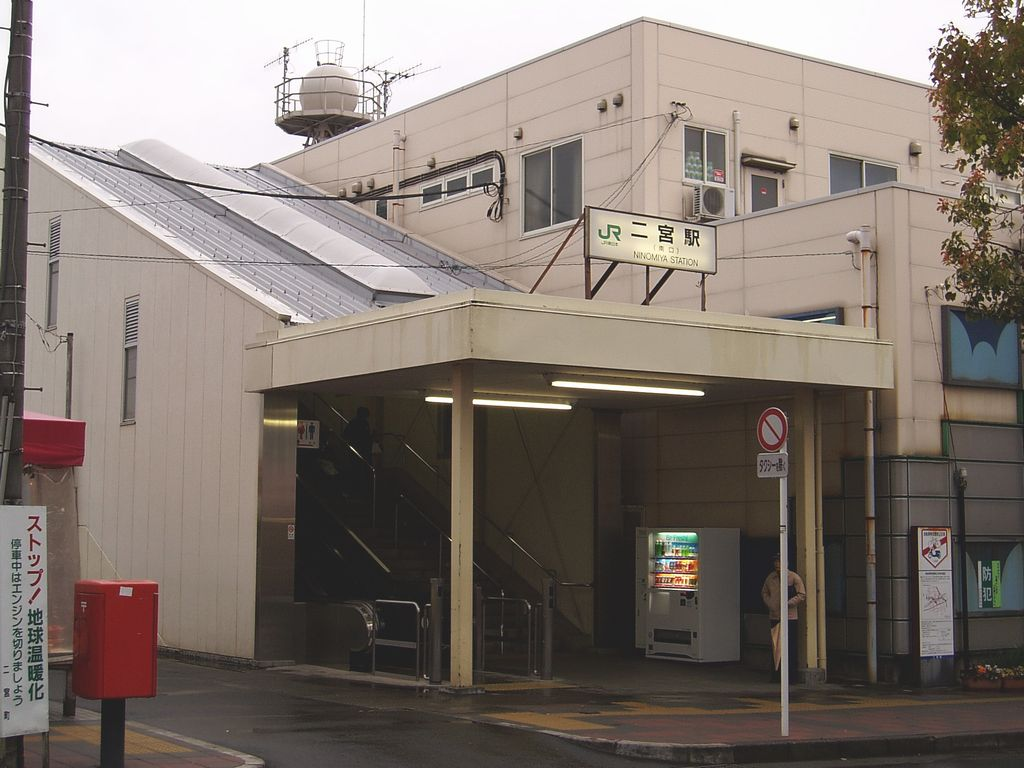
Estació de Ninomiya

### Ferrocarril
- Companyia de Ferrocarrils del Japó Oriental (JR East)
  - Ninomiya

### Carretera
- Seishō Bypass - Autopista d'Odawara-Atsugi
- Nacional 1
- Xarxa de carreteres prefecturals de Kanagawa